# Rhabdouraea
Rhabdouraea is een geslacht van uitgestorven kreeftachtigen uit de klasse van de Malacostraca (hogere kreeftachtigen).

## Soorten
- Rhabdouraea bentzi (Malzahn, 1958) †